# David Burrows
David Burrows (Dudley, 25 oktober 1968) is een Engels voormalig voetballer die doorgaans als linksachter speelde, maar ook als voorstopper. Burrows kwam achtereenvolgens uit voor West Bromwich Albion, Liverpool, West Ham United, Everton, Coventry City, Birmingham City en Sheffield Wednesday.
Burrows beëindigde zijn loopbaan in 2003 na blessureleed.

## Clubcarrière

### West Bromwich Albion
Burrows debuteerde bij West Bromwich Albion als 17-jarige in 1985. Hij speelde drie seizoenen bij de club uit de West Midlands, de regio waar hij opgroeide. Hij speelde 46 competitiewedstrijden en trof één keer doel.

### Liverpool
Burrows verkaste in oktober 1988 naar Liverpool voor een bedrag van £ 550.000. Hij maakte zijn debuut voor The Reds onder speler-manager Kenny Dalglish op 22 oktober 1988 tegen Coventry City. Burrows maakte in zijn periode bij The Reds deel uit van een sterrenensemble met Ian Rush, John Aldridge, John Barnes en Peter Beardsley. Dat elftal, waarvan verdediger Mark Wright en middenvelder Ronnie Whelan de leiders waren, behaalde tot en met 2020 de laatste vaderlandse triomfen. In zijn eerste seizoen was Burrows geen vaste waarde, aangezien hij op de positie van linksachter stevige concurrentie kreeg van Steve Staunton. Wat later kwam Steve Harkness er nog bij. 
In het seizoen 1989/90 maakte Burrows deel uit van de ploeg die de achttiende en tot 2020 de laatste landstitel van Liverpool veroverde. Burrows speelde dat seizoen 26 competitiewedstrijden. In het seizoen 1990/91 kwam hij 35 maal in actie voor Liverpool. In 1992 won hij met Liverpool de FA Cup onder leiding van Graeme Souness. Liverpool was met 2-0 te sterk voor Sunderland. Hij speelde de hele wedstrijd. 
Echter bekoelde Burrows' relatie met Graeme Souness en hij verliet Anfield Road en trok naar West Ham United in september 1993. Samen met Mike Marsh was Burrows betrokken bij een ruildeal met West Ham-verdediger Julian Dicks. Burrows achteraf: "Het werd al snel duidelijk dat hij [Souness] me niet wilde, en als een manager dat in zijn hoofd krijgt, heb je geen kans. Ik was blij toen de deal met West Ham rond was." Burrows speelde 193 officiële wedstrijden voor Liverpool, waarin hij 3 keer scoorde.

### West Ham United en Everton
In het seizoen 1993/94, het tweede seizoen in de geschiedenis van de Premier League, kwam Burrows tot 29 competitiewedstrijden voor West Ham United. Burrows bracht slechts één seizoen door bij The Hammers. Burrows keerde terug naar de stad Liverpool, waar hij tekende bij stadsrivaal Everton. Hij vertrok nog sneller en speelde 19 competitiewedstrijden voor Everton. Burrows verliet de club na zes maanden.

### Coventry City
In de winter van 1994/95 (december) tekende Burrows een contract bij Coventry City, dat hem overnam van Everton voor £ 1.100.000.
Ron Atkinson haalde bij de terugkeer van Burrows naar de regio West Midlands meteen het wierookvat boven: "Ik ken geen betere linksachter in Engeland [als Burrows]. Hij kan ooit voor de nationale ploeg uitkomen", aldus de toenmalige manager van Coventry. Burrows zou finaal nooit het eerste elftal van Engeland halen, maar kwam wel een aantal keer uit voor het B-elftal van The Three Lions. Burrows' debuut bij Coventry was een scoreloos gelijkspel tegen Southampton. 
Burrows bleef vijf seizoenen bij de club, maar vocht keer op keer tegen de degradatie. Hij vertrok na het seizoen 1999/00, nadat hij met Coventry ternauwernood een degradatie naar het Championship vermeed. Datzelfde seizoen was ook het laatste van de doelman en clubicoon Steve Ogrizovic, die stopte met voetballen. Burrows lag in zijn periode bij Coventry vaak in de lappenmand, maar speelde toch 111 competitiewedstrijden.

### Birmingham City
Burrows zette zijn loopbaan verder bij Birmingham City, waar de linksachter in twee seizoenen aan 25 competitiewedstrijden kwam. Hij bereikte met Birmingham City de finale van de League Cup 2000/01 onder manager Trevor Francis. Burrows was toen out met een blessure en moest de finale aan zich voorbij laten gaan. Liverpool won de ligabeker na strafschoppen (5-4).

### Sheffield Wednesday
Burrows beëindigde zijn loopbaan bij Sheffield Wednesday na het seizoen 2002/03. Burrows brak dat seizoen met name zijn sleutelbeen en had een scheur in de hamstrings, waardoor hij gedwongen werd op 34-jarige leeftijd zijn afscheid aan te kondigen.

## Erelijst
| Competitie                |           |            |
| Competitie                | Aantal    | Jaren      |
| Liverpool                 | Liverpool | Liverpool  |
| ------------------------- | --------- | ---------- |
| Engels landskampioenschap | 1×        | 1989/90    |
| FA Charity Shield         | 2×        | 1989, 1990 |
| FA Cup                    | 1×        | 1991/92    |

## Persoonlijk leven
Burrows en zijn echtgenote verhuisden na zijn voetbalcarrière naar Frankrijk.